# Peter Maass

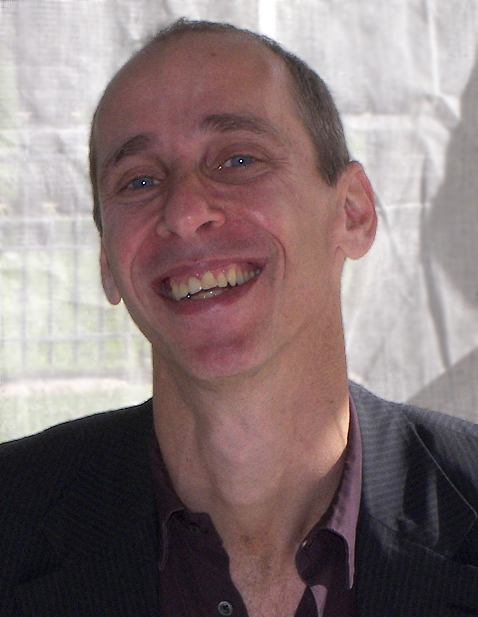
Peter Maass beim Texas Book Festival 2009

Peter Maass (* 14. Mai 1960 in Los Angeles, Kalifornien) ist ein US-amerikanischer Journalist und Schriftsteller. Unter anderem schrieb er über die Themen Krieg, Medien und nationale Sicherheit für The New York Times Magazine, The New Yorker und The Washington Post und berichtete über den Irakkrieg und den Afghanistankrieg. Seit 2014 arbeitet er für The Intercept.

## Leben
Peter Maass wurde 1960 in Los Angeles geboren und wuchs dort auf. Nachdem er 1983 die University of California, Berkeley abschloss, zog er nach Brüssel, um für das Wall Street Journal zu schreiben. Von 1987 bis 1990 lebte er in Seoul, von wo er hauptsächlich für The Washington Post schrieb. Nach den drei Jahren in Südkorea zog er nach Budapest. In den Jahren 1992 und 1993 schrieb er über den Bosnienkrieg. Sein erstes Buch Love Thy Neighbor: A Story of War verfasste er im Jahr 1994. Darin berichtet er über seine Erfahrungen während des Konflikts in Bosnien und Herzegowina. Das Buch gewann mehrere Preise, unter anderem den Los Angeles Times Book Prize. Sein zweites Buch Crude World: The Violent Twilight of Oil erschien 2009.
Peter Maass lebt mit seiner Frau, der Autorin und Journalistin Alissa Quart, in New York City.

## Werke
- Peter Maass: Love Thy Neighbor: A Story of War. Alfred A. Knopf, New York 1996, ISBN 978-0-679-76389-5.
- Peter Maass: Crude World: The Violent Twilight of Oil. Knopf Doubleday Publishing Group, New York 2009, ISBN 978-0-307-27319-2.